# Bézoutova rovnost
Bézoutova rovnost je lineární diofantická rovnice v teorii čísel. Říká, že největší společný dělitel dvou přirozených čísel a a b lze zapsat jako lineární kombinaci těchto dvou čísel, jejíž koeficienty jsou celá čísla – nazývají se Bézoutovy koeficienty nebo Bézoutova čísla:
{\displaystyle \mathrm {NSD} (a,b)=\alpha a+\beta b;a,b\in \mathbb {N} ;\alpha ,\beta \in \mathbb {Z} }

## Algoritmus
Bézoutovy koeficienty lze určit rozšířeným Eukleidovým algoritmem. Tato čísla nejsou určena jednoznačně. Pokud jsou řešením koeficienty (α, β), pak existuje nekonečně mnoho dalších koeficientů:
{\displaystyle \left\{\left(\alpha +{\frac {kb}{\mathrm {NSD} (a,b)}},\ \beta -{\frac {ka}{\mathrm {NSD} (a,b)}}\right)\mid k\in \mathbb {Z} \right\}}

## Příklad
Největší společný dělitel čísel 12 a 42 je 6. Bézoutova rovnost tedy je:
{\displaystyle \alpha \cdot 12+\beta \cdot 42=6}
Jedno z možných řešení je (α, β) = (−3, 1), tedy (−3)·12 + 1·42 = 6. Jiné možné řešení je (4, −1).

## Zobecnění
Bézoutova rovnost může být rozšířena jako lineární kombinace více než dvou čísel. Pro libovolná čísla {\displaystyle a_{1},\ldots ,a_{n}} se společným dělitelem d existují koeficienty {\displaystyle \alpha _{1},\ldots ,\alpha _{n}} tak, že:
{\displaystyle \alpha _{1}a_{1}+\cdots +\alpha _{n}a_{n}=d}
Největší společný dělitel čísel {\displaystyle a_{1},\ldots ,a_{n}} je vlastně nejmenší kladné číslo, které lze zapsat jako lineární kombinaci {\displaystyle a_{1},\ldots ,a_{n}}, jejíž koeficienty jsou celá čísla.
Bézoutova rovnost také existuje v jiných algebraických strukturách než v celých číslech. Nalézt ji pro libovolné dva prvky rozšířeným Eukleidovým algoritmem lze ve všech Eukleidovských oborech a ty obory, v nichž je zaručena její existence pro libovolné dva prvky, se nazývají Bézoutovy obory.

## Důkaz
Ať d je největší společný dělitel čísel a a b, p = a / d a q = b / d, pak p a q jsou nesoudělná čísla. Uvažujme nyní čísla p, 2p, …, (q−1)p. Žádné z těchto čísel není kongruentní nule modulo q a jsou také jednoznačná modulo q. To znamená, že (p, 2p, …, (q−1)p) modulo q je permutace (1, 2, …, q − 1). Proto musí existovat číslo α, 1 ≤ α ≤ q − 1 tak, že αp (mod q) ≡ 1 (mod q). To znamená, že existuje i číslo β tak, že αp + βq = 1. Po vynásobení d dostaneme Bézoutovu rovnost αa + βb = d.